# Embaixada do Quênia em Brasília
A Embaixada do Quênia em Brasília é a principal representação diplomática queniana no Brasil, sendo também acreditada para Argentina, Chile, Colômbia e Venezuela.
O atual embaixador é Isaac Oshien. Fica no Setor de Habitações Individuais Sul, no Lago Sul.

## História
Brasil e Quênia estabeleceram relações diplomáticas em 1963, com a embaixada brasileira de Nairóbi sendo criada em 1967 e a embaixada queniana de Brasília em 2006.

## Serviços
A embaixada realiza os serviços protocolares das representações estrangeiras, como o auxílio aos quenianos que moram no Brasil e aos visitantes vindos do Quênia e também para os brasileiros que desejam visitar ou se mudar para o país africano. Cerca de quatrocentos brasileiros vivem no Quênia. A embaixada é a única opção consular para o Brasil, para a Argentina, o Chile, a Colômbia e a Venezuela.
Outras ações que passam pela embaixada são as relações diplomáticas com o governo brasileiro nas áreas política, econômica, cultural e científica. A embaixada organiza eventos culturais e participa de eventos com outras representações da cidade. O Brasil e o Malawi mantém cooperação bilateral com um intercâmbio de políticas públicas na saúde, com foco na AIDS, e agricultura, especialmente de algodão.